# Cultura LGBT

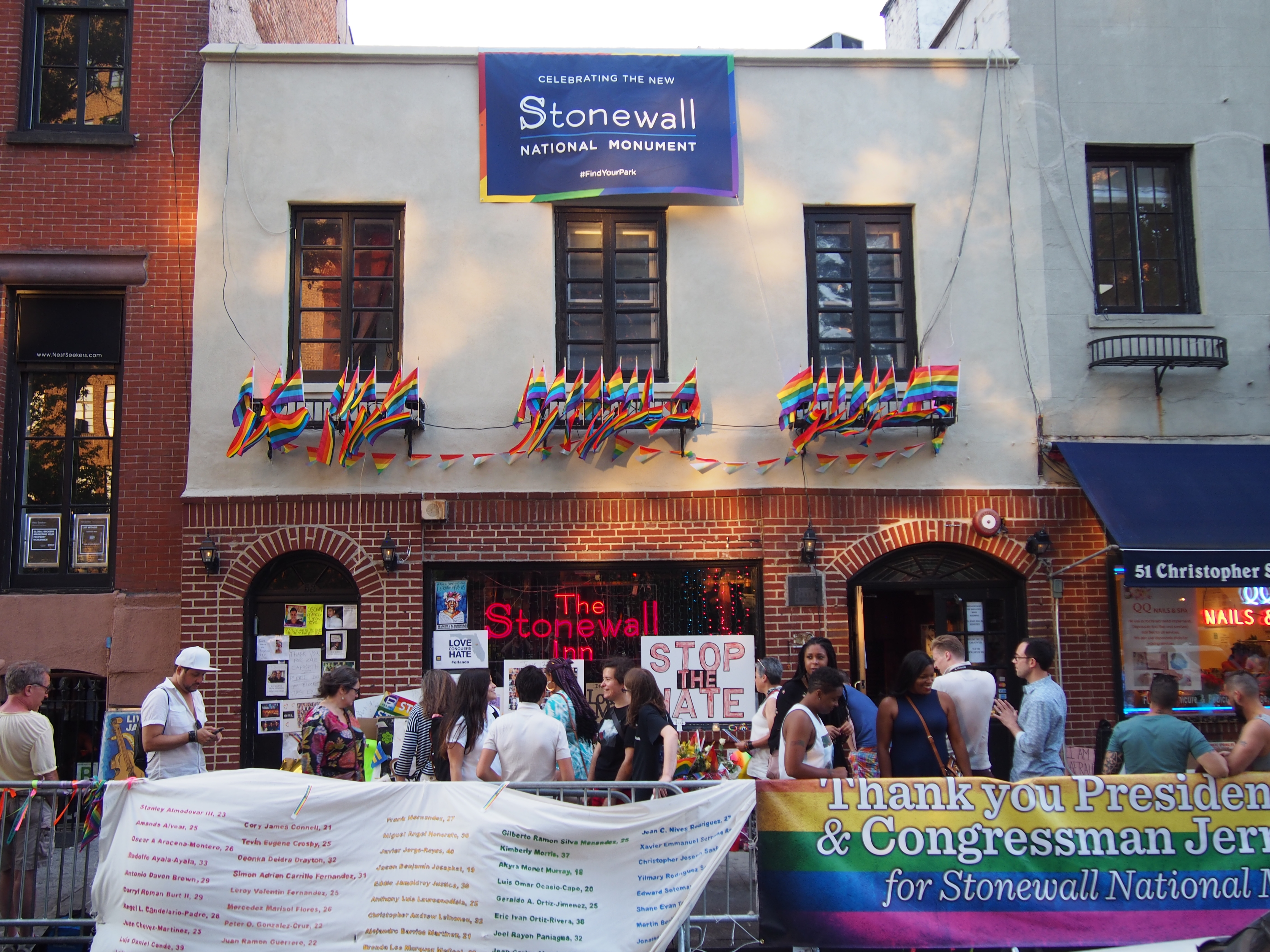
Bar gay de Stonewall Inn, símbolo da rebelião ocorrida em 1969, que representa um dos maiores marcos no movimento de libertação gay e luta pelos direitos LGBT no país e no mundo.

A cultura LGBT é a cultura comum e partilhada pela comunidade lésbica, gay, bissexual, transgênero e queer (LGBTQ+). É por vezes também referida como cultura queer, enquanto o termo cultura gay pode ser utilizado com o mesmo sentido de "cultura LGBT", ou quando refere-se apenas à cultura dos indivíduos homossexuais.
A cultura LGBT varia, naturalmente, de acordo com o espaço geográfico e a identidade do indivíduo em questão. No entanto, há certos elementos que são encontrados na maioria das comunidades LGBT. A cultura LGBT será ainda mais específica e característica quando nos debruçarmos sobre suas subculturas. Assim poderemos encontrar a cultura gay (masculina), lésbica, bissexual, transgênero, dentre muitas outras.
Alguns elementos em comum para todas as subculturas que fazem parte da cultura LGBT incluem:
- Obras de autoria de famosos(as) gays, lésbicas, bissexuais, e transgênero, incluindo:
  - Artistas e figuras políticas LGBT contemporâneas
  - Figuras históricas identificadas como LGBT, apesar do tópico gerar controvérsia, pois a aplicação dos conceitos modernos relacionados à orientação sexual e identidade em indivíduos de outras épocas divide opiniões (ver História da sexualidade)
- Um entendimento dos movimentos sociais LGBT
- Figuras e identidades presentes na comunidade LGBT; dentro das comunidades LGBT na cultura ocidental, isso pode incluir drag kings e drag queens, paradas do orgulho e a bandeira arco-íris.

Nem toda a população LGBT se identifica com a cultura LGBT; isso se deve tanto à distância geográfica, ao não conhecimento da existência de tal subcultura, ao medo de um estigma social ou, em alguns casos, à preferência em permanecer não identificado em comunidades ou subculturas baseadas em sexualidade ou gênero. Os movimentos Queercore e Gay Shame (em tradução literal, "Vergonha Gay") criticam o que os mesmos percebem como uma comercialização e auto-imposição da chamada "guetificação" da cultura LGBT.
Em algumas cidades, especialmente na América do Norte, algumas comunidades LGBT vivem em bairros com alta proporção de residentes gays, também conhecidos como gay villages (bairros gay) ou gayborhoods. Alguns exemplos de tais bairros são Castro e West Hollywood, na Califórnia, EUA e o Gay Village, em Montreal, Canadá. Tais comunidades LGBT organizam eventos especiais além das paradas do orgulho celebrando, assim, suas próprias subculturas, como os Jogos Gays e a Southern Decadence.

## Ícones LGBT

A artista estadunidense Lady Gaga tem, desde o fim dos anos 2000, se tornado um dos maiores ícones gays dos últimos tempos, muito devido ao seu estilo, personalidade, ativismo e vínculo com os fãs.

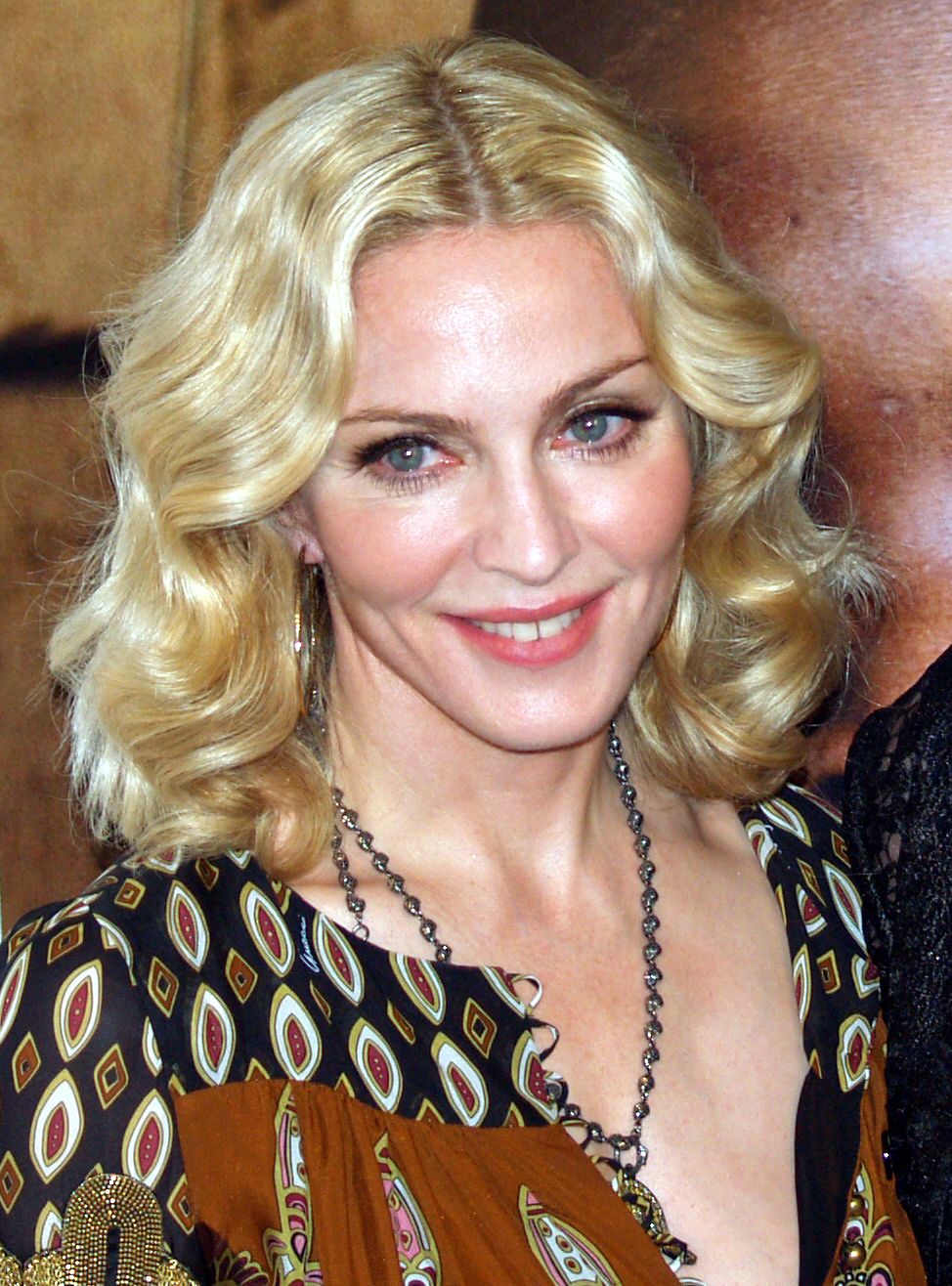
Madonna, artista estadunidense que desde os anos 80 se consagrou como um dos maiores ícones gays vivos.

Um ícone LGBT é uma figura histórica, uma celebridade ou uma personalidade pública que, em determinados enquadramentos, serve como referência às comunidades lésbica, gay, bissexual e transgênero.
A definição de ícone gay se baseia fortemente em um traço comum presente nos mesmos: a habilidade de superar adversidades e de ir contra o senso convencional. Pois nem sempre são consideradas como tal apenas pelo glamour e elegância, mas também pelo ativismo e participação em movimentos de luta a favor dos direitos LGBT. Suas respectivas força frente à adversidade e fortes personalidades vão muito além da simples beleza física, representando uma grande figura-base na vida de diversos indivíduos LGBTQI+, como exemplificado por Madonna, Cher e Cyndi Lauper, grandes ativistas LGBT que, durante suas carreiras, participaram ativamente em movimentos de busca pelos direitos da comunidade; ou já no século XXI, Lady Gaga, mulher bissexual assumida, que desde o início de sua carreira continuamente representou e contribuiu na luta pela conquista dos direitos LGBT, tanto como o grande acolhimento de seus fãs pelo que são. RuPaul, considerada uma das maiores drag queens da história, também é um grande ícone gay, tanto pela sua forte personalidade, bordões marcantes e criação do reality show RuPaul's Drag Race. Todos, assim como Diana Ross, Donna Summer, Kylie Minogue, Janet Jackson, Britney Spears, Dolly Parton, Carmen Miranda, dentre muitas outras, tem suas personalidades vistas como um modelo de força de perseverança na vida de tais indivíduos.
No mundo de Hollywood, também é possível citar Bette Davis, Liza Minnelli, Marilyn Monroe, Bette Midler, Barbra Streisand e Joan Crawford como grandes ícones gays.
Já no mundo contemporâneo homossexual feminino, ícones lésbicos têm, em geral, a grande característica da força, muitas vezes se tratando de mulheres que já fazem parte da comunidade LGBTQI+; mas sendo em geral essencialmente figuras poderosas. Uma personagem fictícia que enquadra grande parte dessas características e é vista enormemente como ícone lésbico, é a personagem Xena, a princesa guerreira. Grandes ícones lésbicos incluem Ellen DeGeneres, K. d. lang e Portia de Rossi. Alguns homens também são referidos como ícones lésbicos durante a história, como James Dean, especialmente durante os anos 50.

## Artes
A cultura LGBT tem vindo a ser introduzida de forma lenta no mundo das artes em geral, principalmente através da televisão. É cada vez mais comum surgirem personagens parte da comunidade LGBTQI+ em séries de televisão ou telenovelas, mas as artes que abordam a temática LGBT ainda são habitualmente produzidas para e por agentes parte da comunidade.
- Cinema
- Livros
- Música
- Teatro
- Eventos